# Вагрињец
Вагрињец (слч. Vagrinec) је насељено мјесто са административним статусом сеоске општине (слч. obec) у округу Свидњик, у Прешовском крају, Словачка Република.

## Становништво
| Година:    | 1994. | 2004.   | 2014.   | 2024.   |
| ---------- | ----- | ------- | ------- | ------- |
| Број људи: | 131   | 127     | 126     | 118     |
| Разлика:   |       | -3,05 % | -0,78 % | -6,34 % |

| Година:    | 2023. | 2024.   |
| ---------- | ----- | ------- |
| Број људи: | 113   | 118     |
| Разлика:   |       | +4,42 % |

Према подацима о броју становника из 2024. године насеље је имало 118 становника.